# Gerhard Hetz
Gerhard Hetz, född 13 juli 1942 i Hof an der Saale, död 19 maj 2012 i Barra de Navidad, var en tysk simmare.
Hetz blev olympisk silvermedaljör på 4 x 200 meter frisim  vid sommarspelen 1964 i Tokyo.